# 塞米諾爾縣 (奧克拉荷馬州)
塞米諾爾縣（英語：Seminole County）是美國奧克拉荷馬州中南部的一個縣。面積1,659平方公里。根據美國2000年人口普查，共有人口24,894。縣治威沃卡 (Wewoka)。
成立於1907年，縣名來自印地安人的一支塞米諾爾族。該縣是該族人目前的主要居住地之一。